# Puiseux (Eure-et-Loir)
Puiseux – miejscowość i gmina we Francji, w Regionie Centralnym, w departamencie Eure-et-Loir.
Według danych na rok 1990 gminę zamieszkiwało 108 osób, a gęstość zaludnienia wynosiła 21 osób/km² (wśród 1842 gmin Centre, Puiseux plasuje się na 1025. miejscu pod względem liczby ludności, natomiast pod względem powierzchni na miejscu 1359.).